# Мба, Поль Бийоге
Поль Бийоге Мба (род. 18 апреля 1953) — габонский политический деятель, с июля 2009 по февраль 2012 года был премьер-министром Габона. Член габонской демократической партии (PDG), до назначения на пост премьера служил министром в правительстве Габона в течение многих лет.

## Политическая карьера
После обучения на факультете менеджмента в университете Ренна во Франции он стал Заместителем директора габонского банка развития с 1977 по 1980 год, советником президента республики по коммерческим, индустриальным, и инвестиционным делам с 1980 по 1983 год, и политическим советником президента республики с 1983 по 1984 год. Впоследствии он стал заместителем председателя Кабинета президента республики, отвечающим за экономические, финансовые, и административные дела с 1984 года, пока он не вошёл в правительство в качестве министра торговли, потребления, и передачи технологии в 1989 году.